# Волзький
Во́лзький (рос. Во́лжский) — місто обласного підпорядкування у Волгоградській області Росії, одне з найбільших промислових міст Нижнього Поволжя, друге за величиною в області і 61-е в списку міст Росії. Населення — 313 тисячі осіб. (на 1 січня 2025). Входить до складу Волгоградської агломерації.
Розташований на лівому березі річки Ахтуба за 20 км північно-східніше центру Волгограда.

## Історія
У XIV столітті на місці міста Волзький існувало одне або декілька золотоординських поселень.
Перші поселення руських людей на лівобережжі Волги в районі міста Волзького виникли ще в XV столітті, раніше Царицина.
З XVII століття на місці міста (його південно-западна частина) існувало село Безродне, відоме також під назвою Верхня Ахтуба. Воно розташовувалось паралельно річці Ахтуба від сьогоднішнього селища Робочий до стадіону імені Логінова. Далі, до району річкового порту, були одинокі сади, і окремими дворами жили селяни. Назва села пішла від втікачів, які поселились тут — людей без роду. Це були хоча і не козаки, але також свободолюбні люди.
До 1917 року в селі проживало 20 тис. людей. Під час Сталінградської битви воно було практично знищене. Збереглися лише будівля школи XIX століття і млин.

### Заснування міста
Поштовхом до заснування на місці села Верхня Ахтуба нового селища послужило будівництво Сталінградської ГЕС. Начальником будівельної організації «Сталінградгідробуд», яка здійснювала це будівництво, був назначений Федір Георгійович Логінов, який вважається засновником міста. Будівельники були розміщені в будинках жителів села. З Сталінграду на це місце було перенесено і управлення будівництвом. Пізніше «Сталінградгідробуд» був перейменований в «Волгоградгідробуд». Ця будівельна організація здійснювала забудову міста, включаючи промислові підприємства. Також «Волгоградгідробуд» брав участь в будівництві меморіального комплексу на Мамаєвому кургані в Волгограді.
9 січня 1951 року почали копати котлован під фундамент першого кам'яного будинку. До кінця року були здані вісім будинків. Один з них переобладнаний під кінотеатр «Знамя», перший в місті.
Як селище Волзький був зареєстрований в 1952 році. У ньому тоді проживало 10 тисяч людей. У червні 1952 року відкрився перший універмаг. На початку 1953 року був збудований хлібзавод. Літом 1954 року відкрилися корпуси лікарні, пологовий будинок, інфекційний корпус.
22 липня 1954 року Указом Президіуму Верховної Ради РРФСР селище Волзький був перетворений на місто Волзький областного підпорядкування через будівництво Волзької ГЕС (1950—1961). Ця дата щорічно святкується волжанами як День міста. В цей час в місті проживало 30 тис. людей.
у січні 1955 році відкрився другий кінотеатр — «Енергетик».
У березні 1956 року — палац культури «Волгоградгідробуду».
1 серпня 1955 року почав приймати спортсменів і глядачів стадіон імені Ф. Логінова — засновника міста.

## Географія

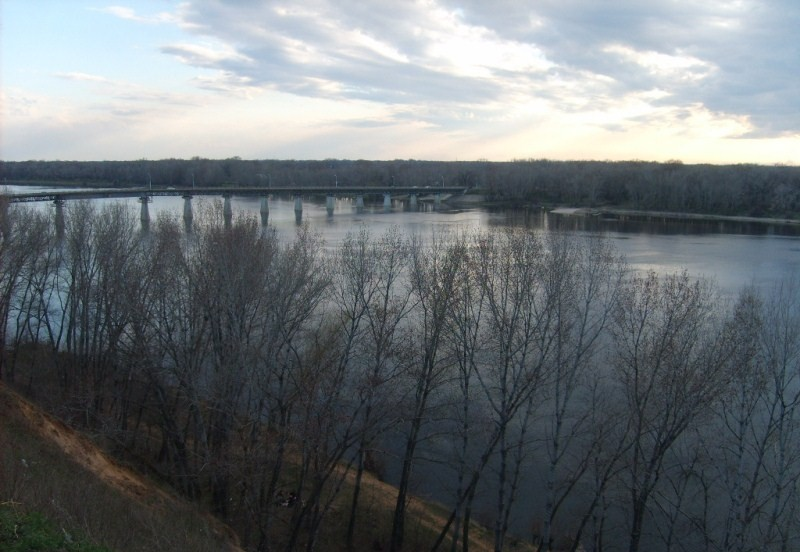
Річка Ахтуба в районі старої частини міста і міст на острів Зелений.

Місто розташоване за 20 км на північний схід від Волгограда, на лівому березі річки Ахтуба. З обласним центром місто сполучене греблею Волзької ГЕС. Волзький є містом-супутником Волгограда і входить до складу Волгоградської міської агломерації.
Волзький є одним з найзеленіших в країні. Справа в тому, що ще при затвердженні Генерального плану міста 15 грудня 1950 року перед проектантами стояло завдання зберегти місто від вітру і піскових бур.
Центральна вулиця міста — проспект Леніна.
Волзький має вигідне економіко-географічене положення:
- До відкриття мосту (жовтень 2009), гребля ГЕС залишалась єдиним шляховим переходом через Волгу в регіоні.
- Місто розташоване на важливому транспортному шляху, який сполучає південні регіони Росії (наприклад, Астраханську і Ростовську області) з Казахстаном.
- Через місто проходить залізнична лінія, яка сполучає Росію з країнами Середньої Азії.
- Волзький розташований на березі Ахтуби, притоки Волги, природної транспортної магістралі.

### Адміністративний поділ
Місто Волзький утворює однойменний міський округ Волгоградської області, до складу якого входить ще смт Краснооктябрський.
Територія самого міста поділена на 38 мікрорайонів (+ мікрорайон Південний), 45 кварталів з цифровою, 6 кварталів з буквенною нумерацією і декілька селищ (селище на острові Зелений, селище Робочий, Поромний (2-е селище), селище Металлург). До складу Волзького входить також селище Уральський (названий Тьощино, хоча спочатку так називалася лише його автобусна зупинка).
Умовно Волзький поділений на дві частини — стару, з характерною 2-3-поверховою забудовою 1950-х років і нову, забудовану пізніше проектами житлових будинків в 5 і більше поверхів. Межа між ними проходить вулицею Свердлова. Деякий час місто офіційно було поділене на два райони — Промисловий і Гідростроєвський, але 10 листопада 1988 року райони скоротили.

## Економіка
Волзький є великим промисловим центром Нижнього Поволжя. Основні галузі економіки:
- хімічна промисловість («Волзький оргсинтез», «Хімволокно» та ін.);
- чорна металургія (Волзький трубний завод);
- енергетика (Волзька ГЕС, Волзька ТЕЦ-1, ТЕЦ-2);
- машинобудування (автобусний завод «Волжанин», «Енерготехмаш» та ін.);
- харчова промисловість (завод Coca-Cola, пивзавод «Волжанин», хлібзавод, молокопереробні підприємства).

Комплекс підприємств хімічної промисловості робить місто одним з найбільших в Європі центрів цієї галузі.
У місті випускаються автобуси «Волжанин», які поставляються до багатьох міст для обслуговування міських і міжнародних автобусних маршрутів.
Обсяг відвантажених товарів власного виробництва, виконано робіт і послуг власними силами за обрибним виробництвом за 2009 рік 57,9 млрд рублів.
Основні підприємства:
- Енергетика:
  - ВАТ «Волзька ГЕС»
  - Волзька ТЕЦ-1
  - Волзька ТЕЦ-2
- Хімічна промисловість:
  - ВАТ «Волзький завод органічного синтезу»
  - ВАТ «Волзький азотно-кисневий завод»
  - ВАТ «Волзьке хімволокно» перейменоване в 2000 році на ВАТ «Сібур-Волжський»
  - ЗАТ «ВРТ» («Волзькрезинотехніка»)
  - ВАТ «Волтайр-пром» (Волзький шинний завод)
  - ВАТ «Волзький завод асбестових технічних виробів»
  - ЗАТ «Тісма», виробництво пластмасових виробів
  - ВАТ «Каучук»
  - ЗАТ «ВРШРЗ» волзький регенератно-шиноремонтний завод
- Чорна металургія:
- ВАТ «Волзький трубний завод» Прибуток в 2008 році 33,9 млрд рублів.
- Машинобудування і металообробка:
  - ВАТ «Енерготехмаш»
  - ТзОВ «Поршень» Спеціалізація підприємства — металообробка, штапмо-пресове виробництво, зварка, літейне виробництво, термообробка, гальваніка, виготовлення резинових технічних виробів.
  - ВАТ «Волзький підшипниковий завод» (належить російській компанії «Європейська підшипникова корпорація»)
  - ЗАТ «ВАТІ-АВТО»
  - ВАТ завод «ЭВТ»
  - ТзОВ «Волзький Механічний завод»
  - ЗАТ «Волзький суднобудівний-судноремонтний завод»
  - ВАТ «Завод Метеор»
  - ВАТ «Волзький абразивний завод»
  - ВАТ «Волзьке автобусне виробництво „Волжанин“»
  - ВАТ «Волзький завод металоконструкцій» (ВЗМК)
  - ЗАТ Трубний завод «Профвль-А» трубний завод, який спеціалізується на виробництві електрозварних труб для водопроводів, газопроводів і систем опалення, а також труб квадратного, прямокутного, овального і плоскоовального січення для виготовлення різних конструкцій.
  - ТзОВ «ВолТек», Волзький завод електропобутової техніки
- Виробництво будівельних матеріалів
  - БРЗ — бетонно-розчинний завод
  - «ВАТ Волзький комбінат об'ємного домобудівництва»
- Транспорт:
  - ВМУП «Міськелектротранс»
  - МУП Автоколонна № 1732
- Харчова і легка промисловість:
  - Волзький пивний завод (філія ВАТ «Anheuser-Busch InBev»)
  - Волзький завод компанії «Coca-Cola»
  - Волзький молочно-сироробний комбінат
  - Волзький харчовий комбінат
  - Волзький хлібзавод
  - Птицефабрика «Волзька»
  - ТзОВ «Хлібопродукт»
  - ТзОВ «Волзький хліб»
  - ТзОВ «Пальміра» виробництво хліба
  - ТзОВ «Волзький бісквіт»
  - ВАТ «Волзький м'ясокомбінат»
  - ВАТ «Волзький харчокомбінат»
  - Волзький мебельний комбінат

## Телекомунікації
Волзький — приклад високої конкуренції в сфері інтернет послуг. В місті з населенням близько 300 000 людей працює 11 інтернет-провайдерів (9 міських і 2 федеральні). До літа 2009 року вся територія міста була поділена компаніями на зони надання послуг. В липні одна з компаній почала проводить кабель на «чужій» території, з тих пір в місті почався період гострої конкуренції.

## Транспорт

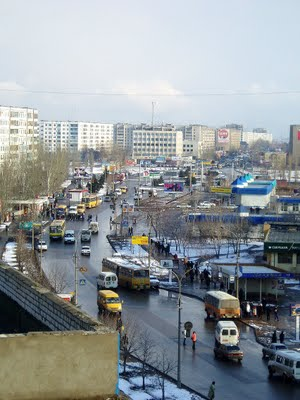
Нова частина міста, вул. Миру

### Міський і громадський транспорт
Міський транспорт представлений автобусними маршрутами, трамвайною системою, маршрутними таксі і лінією приміського електропоїзду. Існували плани запуску в місті тролейбусної лінії.
Трамвайні лінії мають важливе значення для Волзького, так як з'єднують житлові райони міста з промисловою зоною, куди щоденно на роботу відправляються тисячі волжан. З 2006 проводиться поступове обновлення старого трамвайного парку.

### Міжміський і приміський транспорт
Розвинуті пасажирські перевезення в Волгоград через Волзьку ГЕС.
Від автовокзалу відправляються регулярні рейси в міста Волгоградської області та інших регіонів Росії. На околиці міста проходить траса, яка зв'язує ланку транспортного коридору «Північ — Південь».

### Автомобільний транспорт
В місті існує багатопрофільна автомобільна транспортна мережа. Щорічно автомобільними дорогами міста перевозять близько 2,5 млн тонн вантажу.
У 2007 і 2008 роках програми реконструкції доріг Волзького увійшли в число переможців конкурсу на надання субсидій суб'єктам Російської Федерації для забезпечення автомобільними дорогами нових мікрорайонів, яке проводило Федеральним агентством з будівництва і житлово-комунальному господарству.
На 2008 рік на 1000 жителів приходилось 390 автомобілів.

### Річковий транспорт
В місті є великий річковий порт з двома пристанями: пасажирською і вантажною. Волга дає вихід в Каспійське море і можливість зв'язку з Північнокавказьким регіоном Росії, з Азербайджаном, Туркменістаном, Іраном.

### Залізничний транспорт
Станція Волзький Волгоградського відділення Приволзької залізниці — єдиний залізничний вузол на лівому березі Волги, що сполучає Волгоград і Астрахань, здійснюючи перевезення вантажів і пасажирів. Була відкрита 20 жовтня 1964 року, з 1969 року почали курсувати приміські електропоїзди, в 2003 році закінчена електрифікація всіх колій. Діє з'єднанні з річковим портом Волзький: обсяг завантаження і перевалки місцевого вантажу з річкового на залізничний транспорт в 2008 році перевищує 200 вагонів на добу. 
У Волзькому розташований пост Волгоградської митниці для контролю міжнародних перевезень.

## Торгівля
Волзький відрізняється високим рівнем розвитку торгових мереж. Цьому в цілому сприяла рівномірна забудова міста багатоквартирними 5- і 9-поверховими будинками при практично повній відсутності індивідуальної житлової забудови (за винятком селища Робочий та інших селищ, включених в міську межу). К місті представлені численні магазини федеральних, регіональних і міських торгових мереж: «Радеж», МАН, «Економ», «Магніт», «П'ятірочка», «О'кей», «Карусель», «Рубль Бум».

### Торгові центри

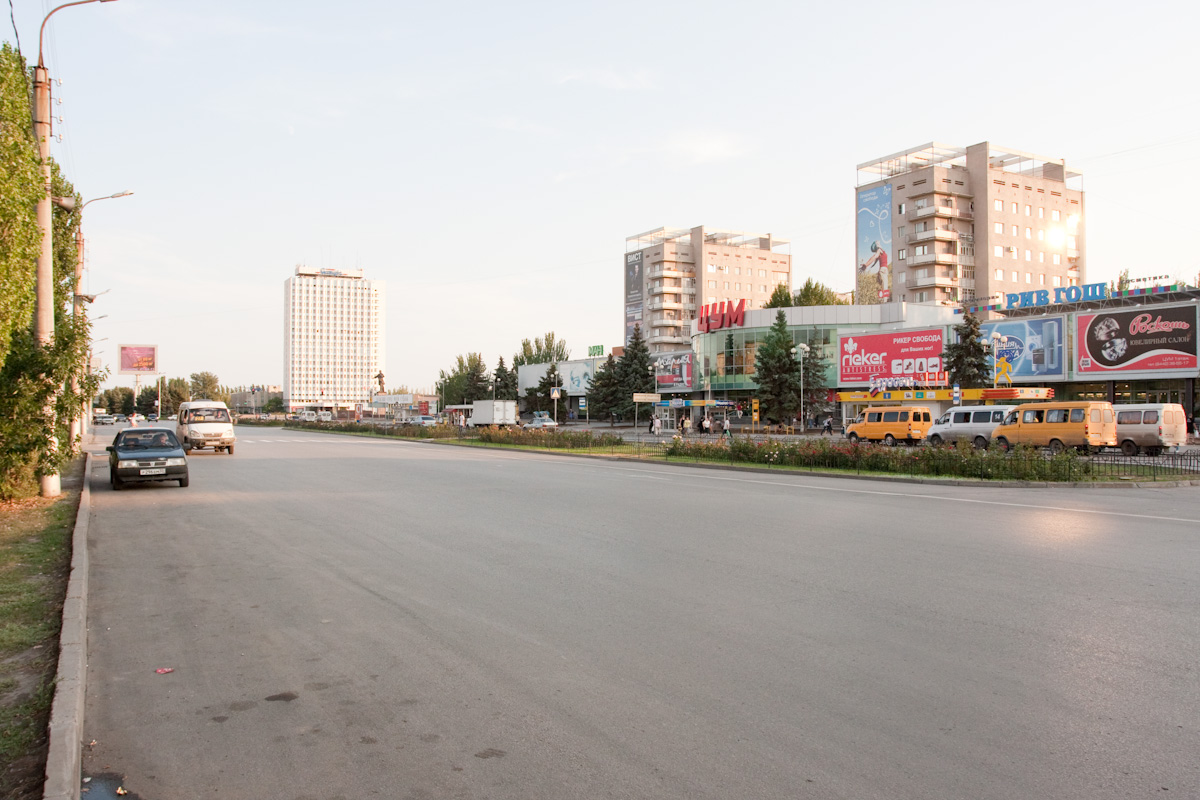
Центр города. Проспект Леніна, ЦУМ і готель «Ахтуба»

- ТРК «ВолгаМолл» (торговий центр, кінотеатр, боулінг, фуд-корт). Якірні орендатори: гіпермаркет «Карусель», магазин побутової техніки «М.Видео», магазин «Спортмастер», магазини «Л'Етуаль», New Yorker, Ostin, «Дитячий світ», Douglas Rivoli.
- ТК «Простір» (якірні орендатори: супермаркет «О'Кей», «Л'Етуаль», Adidas, Glance)
- ТРК «Планеталіто»
- ТЦ «ЦУМ» (якірні орендатори: «Рів Гош», супермаркет «МАН»)
- ТЦ «IDEA» (товари для дому, ремонту і будівництва; якірні орендатори — супермаркет побутової техніки «Техномаркет», супермаркет «Ківі»)
- ТД «Гермес»
- ТД «Вегас»
- ТД «Красний»
- ТД «Новий Рим»
- ТД «Серпантин»
- Універмаг «Надія»
- Універмаг «Зоря»

Існували плани з будівництва на перехресті вулиці Александрова і проспекту Леніна торгового комплексу пітерської мережі «Лента».

### Ринки
- Центральний ринок (14 мкр.)
- Колгоспний ринок (15 квартал, вул. Свердлова)
- ринок «10/16» (мкр. 10/16)
- ринок «Валентина» (21-22 мкр.)
- ринок УНІОР (вул. Пушкіна)
- ринок «Сіті-центр» (вул. Карбишева / бул. Профсоюзів)
- ринок «Економія» (вул. Пушкіна).
- ринок «Світлана» (30 мкр)
- ринок (12 мкр)

## Дозвілля

### Спортивні і розважальні центри, кінотеатри
- Стадіон ім. Ф. Г. Логінова[10]
- Оздоровчо-розважальний центр «ОКЕАН» (ресторан, боулінг, сауна, басейн, спортзал, салон краси)
- РК «Супутник» (кінотеатр, ресторан, боулінг, більярд)
- кінотеатр «Юність»
- кінотеатр «Кіноплекс» (ТРК «Волгамолл»)
- аквапарк
- скейт-парк для заняття скейтбордінгом і bmx'ом

### Нічні клуби, більярд-клуби
- РК «Mega Space» (нічний клуб, боулінг, готель, сауна)
- РК «Елвіс Клуб» (ресторан, нічний клуб, боулінг, більярд)

### Кав'ярні і ресторани
- Бар «Текіла»
- Ресторан Il Faro
- Кофейня Belleville
- Кафе-Бар «Веселка»
- Ресторан «Ахтуба»
- Ночное кафе «Cinema Cafe» (в будівлі к-тра «Юність»)
- Вінтаж-Бар «Bed Cafe»
- Ресторан «Танукі» (в будівлі ТРК «ВолгаМолл»)
- Кафе «Шоколадниця» (в будівлі ТРК «ВолгаМолл»)
- Ресторан «McDonald's»

## Екологія
Волзький щорічно бере участь у всеросійському конкурсі «Найкраще облаштоване місто Росії» з 2002 року. У 2002 році місто удостоєне спеціальним призом за роботу з розвитку житлово-комунального господарства, в 2003 — отримав почесний диплом за хорошу роботу в розвитку міського господарства. В конкурсі за результатами 2004 року Волзький зайняв перше місце серед міст з населенням до 500 тис. жителів. У 2005 році отримав почесний диплом за хорошу роботу в розвитку міського господарства. Зайняв друге місце за результатами 2006 року.

Проспект Леніна в старій частині міста

У Волзькому склалась неприємна екологічна ситуація, в особливості, дуже сильна загазованість повітря. Міською природоохоронною службою в 2005 році було виявлено перевищення допустимої норми викидів з сірководню, окису вуглецю та іншими показниками на промислових підприємствах міста. За даними Ростехнадзору, з 2000 по 2005 роки загальний об'єм викидів в атмосферу підприємствами Волзького збільшилось на 10 %. Поганий стан повітря в місті обумовлюється наявністю в атмосфері двох забруднюючих речовин — діоксиду сірки і діоксиду азоту.
13 липня 2006 року на перехресті вулиць Александрова і Пушкіна в 21-му мікрорайоні відбувся офіційний пуск в експлуатацію стаціонарного обчислювального комплексу «СКАТ», призначеного для безперервного стеження і контролю за станом атмосферного повітря в автоматичному режимі. Установка дозволяє аналізувати склад в атмосфері основних забрюднючих речовин: діоксиду сірки, оксиду і діоксиду азоту, оксиду і діоксиду вуглецю, сірководню, аміаку і пилу.

## Пам'ятки культури і історії

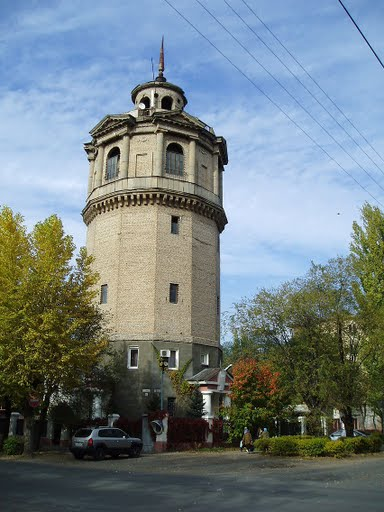
Водонапірна вежа

Оскільки Волзький є молодим містом, у ньому дуже мало історичних пам'яток. При відвідуванні міста рекомендується звернути увагу на такі цікаві місця міста:
- Центр міста (площа Леніна) з будівлею готелю «Ахтуба» і прогулянковою зоною, яка закінчується біля картинної галереї і собору.
- Картинна галерея в будинку старої школи на набережній Ахтуби. Поруч пам'ятник і майданчик, з якого відкривається панорамний вид на пойму і Волгоград.
- Палацова площа з будинком Палацу культури ВГС. За палацом розміщений Парк культурі і відпочинку «Гідробудівник» з атракціонами, фонтанами, альтанкою в класичному стилі і скульптурами в стилі соцреалізму.
- Прогулянкова вулиця Фонтанна, яка починається від Двірцевої площі і простягається до набережної. В конці вулиці розташований краєзнавчий музей, палац урочистих подій і пам'ятник, присвячений річниці заснування міста.
- Будівля водонапірної вежі на вул. Карла Маркса.
- Аквапарк в 27 мікрорайоні (східна околиця міста).
- Торгово-розважальний центр «Волгамолл», перший великий торговий центр сучасного формату в місті, відкритий в серпні 2008 року.
- Пам'ятник воїнам-інтернаціоналістам, збудований в 1993 році між 25 і 31 мікрорайонами на вулиці 40 років перемоги
- Гребля Волзької ГЕС, з який відкривається панорамний вигляд на Волгу і сусідній Волгоград.

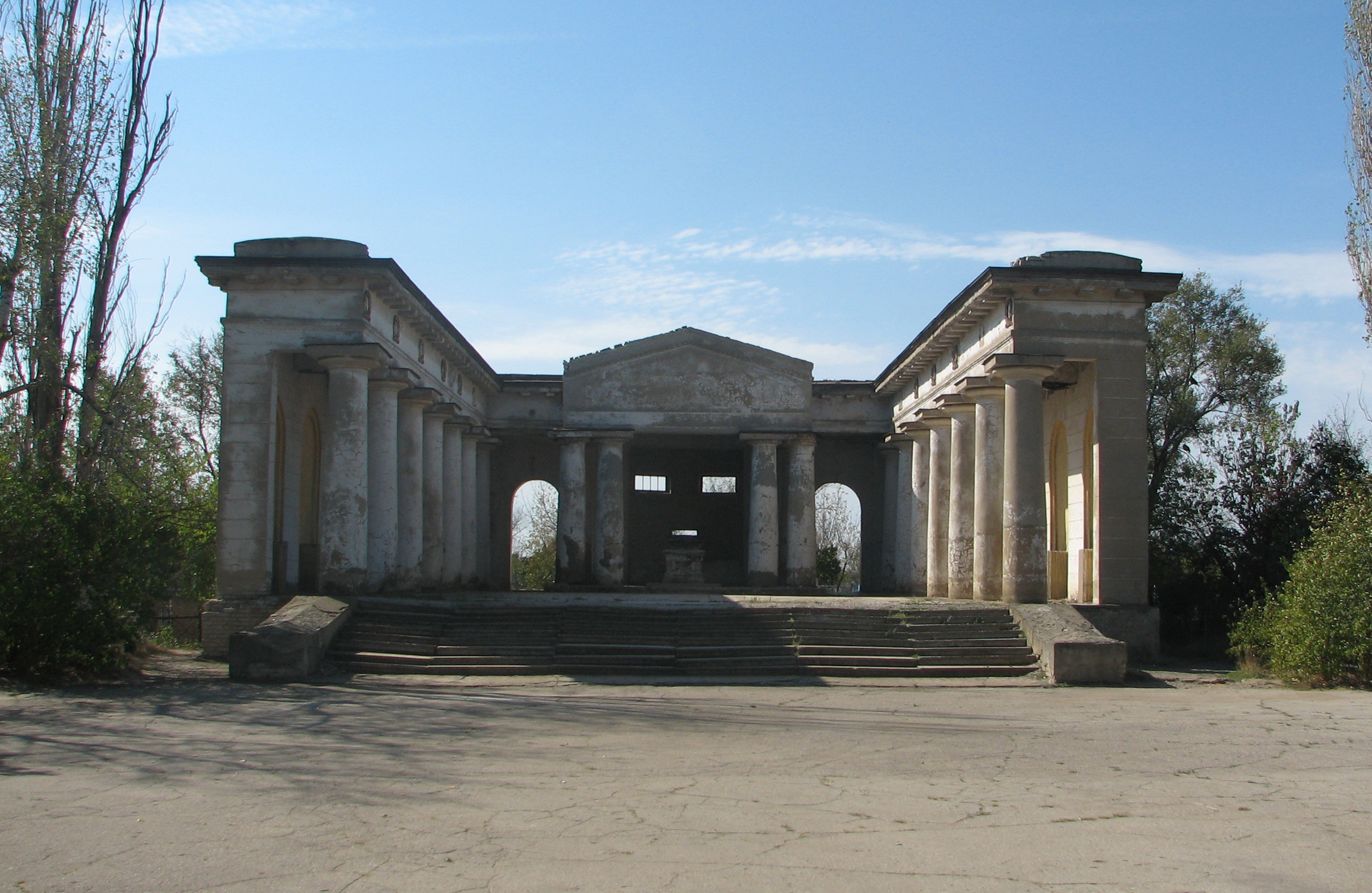
Пантеон на старому цвинтарі

- Старий цвинтар, цікавий своїм пантеоном з колонадою і надгробками. Знаходиться за селищем Робочий з правої сторони від проспекту Леніна.
- Пам'ятник першому трамваю м. Волзького. Встановлений напроти трамвайного депо.
- Меморіал, присвячений першобудівельникам Волзького на вулиці Набережній, напроти краєзнавчого музею.
- Пам'ятник засновнику міста Ф. Г. Логінову, на площі Будівельників, там же розташовані пам'ятні дошки з фотографіями знаменитих волжан.
- Пам'ятник жертвам політичних репресій, розташований за готелем «Ахтуба», на території парку ім. 60-річчя Жовтня.
- Старий млин, розташований в 36 кварталі.

## Культура

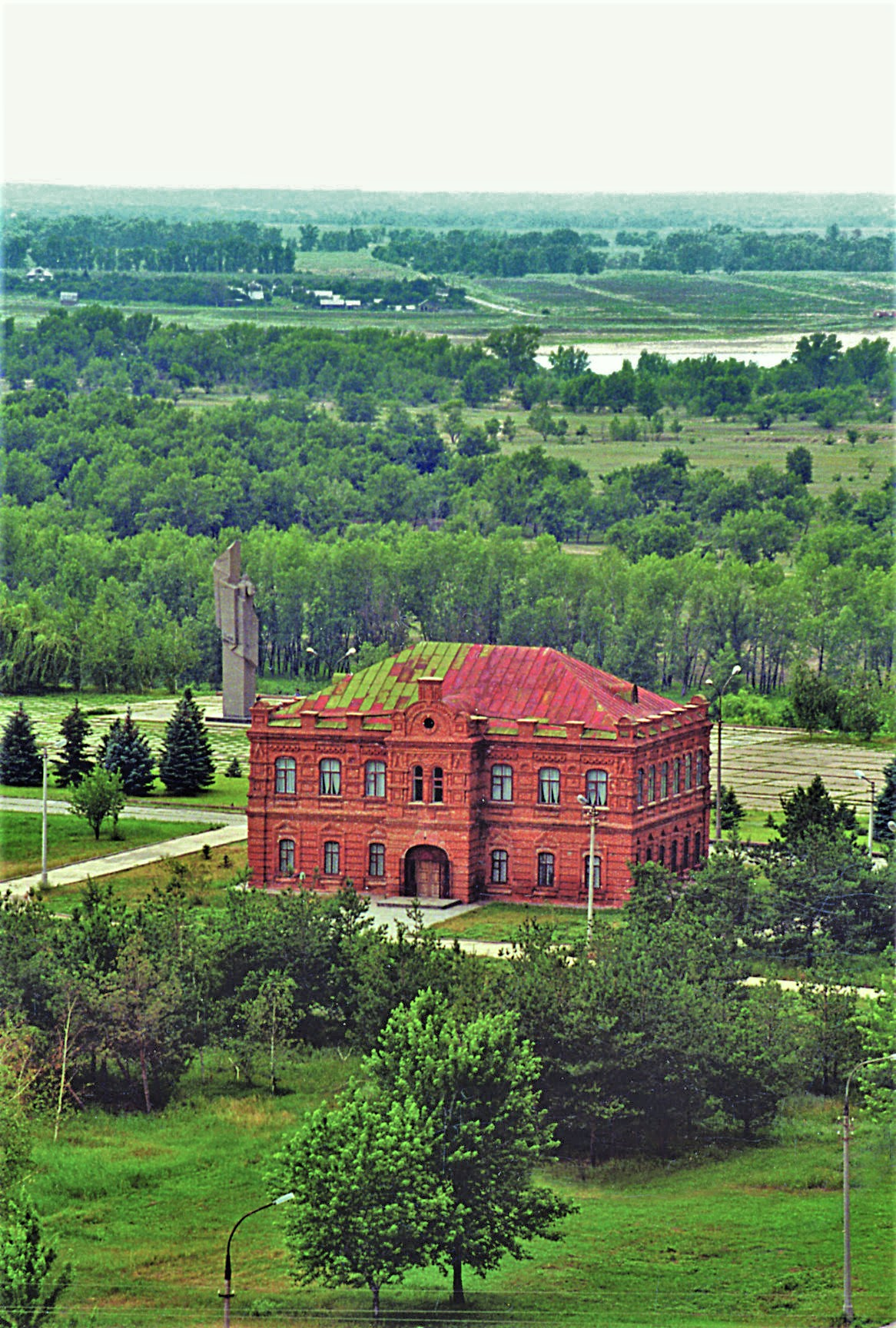
Стара школа, сьогодні — картинна галерея

У Волзькому діють 39 установ культури, у тому числі:
- муніципальна інформаційна бібліотечна система (в склад якої входять 16 бібліотек і Центр історії культури)
- два Палаци культури
  - «Волгоградгідробуд»
  - «Жовтень»
- Установа «Парки міста»
- музичні і художні школи
- професійні музичні колективи.

### Музеї
- картинна галерея
- виставковий зал
- краєзнавчий музей
- Трамвай-музей «Жива біль», присвячена пам'яті афганської війни.
- Музей Оборони Заволжжя
- Музей історії Російського козацтва

### Театри
у Волзькому діє декілька театрів:
- Волзький драматичний театр (створений в 2008 році; розміщується в будівлі колишнього кінотеатру «Батьківщина»)
- Театр-студія «Хоббітон»
- Театр ляльок.
- Авангардний молодіжний театр «23:59»
- Народний театр естрадного танцю «FLASH».

## Засоби масової інформації
- Газета «Ваша газета»
- Газета «Все для Вас»
- Газета «Волжская Правда»
- Газета «Наш город»
- Газета «Волжская Неделя»
- Газета «Домино», «Домино Экстра»
- Газета «Работа. Профессия. Карьера»
- Літературно-художній альманах «Волжский Парнас»
- Газета «Волжский Парк»
- Газета «Блокнот»
- Газета «Спортзал»[14]
- Газета «Ноосфера»
- Газета «Родной город»

## Міста-побратими
- Оломоуц (Чехія)

Договір про побратимські зв'язки Волжського і Оломоуца був укладений в жовтні 1967 р. Майже 25 років в Волзькому діяло відділення Товариства радянсько-чехословацької дружби. Побратимство було і між підприємствами Волжського і Оломоуца. Ветерани ВПЗ-15, Волзької ГЕС, Волгоградгідробуду, ВТЗ, заводу АТІ пам'ятають численні зустрічі з чеськими колегами.
Оломоуц — місто традиційної Міжнародної виставки квітів «Флора». В 1979 р. волзькі квітоводи брали участь у виставці «Флора-Оломоуц» і отримали срібну медаль за гладіолуси, тюльпани, нарциси. Чудова традиція прикрашати місто квітковими клумбами з'явилась в місті разом зі створенням ділянки озеленення, пізніше оранжерейного господарства радгоспу «Квіти Заволжжя», який створила і яким багато років керувала заслужений агроном Росії З. С. Сапожнікова.
- Колленьо (Італія)

В 1973 р. був підписаний договір про побратимство з італійським містом Колленьо, передмістям Турину. В 1989 р. в Колленьо проводився конкурс молодих художників на найкращу емблему молодіжних ініціатив. В ньому взяли участь представники багатьох країн Європи. Молодий волзький художник Олег Черноскутов став переможцем цього конкурсу.
- Шейкер-Хайтс (США)
- Клівленд-Хайтс (США)

В 1989 р. був підписаний договір про дружбу між Волзьким і двома американськими містами Шейкер-Хайтс і Клівленд-Хайтс, більше десяти років працювало Товариство радянсько-американської дружби. Протягом декількох років в міжнародному дитячому таборі в Сполучених Штатах Америки відпочивали учні з Волзького, переможці міських олімпіад з англійської мови. Неодноразово лікарні міста отримували медичне обладнання від побратимського товариства міст Клівленд-Хайтс і Шейкер-Хайтс.
- Ляньюньган (Китай)

В 1997 р. підписаний договір про споріднення з містом Ляньюньганом (Китайська Народна Республіка). Місто Ляньюньган розташоване в центральній частині тихоокеанського узбережжя Китаю, населення понад 4 млн людей. Великий порт, пов'язаний з 270 портами світу. Більше 170 назв товарів місцевого виробництва експортується в 50 краї, зокрема фармацевтичні препарати, створені на основі традиційної китайської і сучасної медицини. В місті створено близько 200 підприємств за допомоги іноземних інвестицій. Привабливий Ляньюньган і для туристів розкішними піщаними пляжами, джерелами термальних вод, морем.

## Цікаві факти
- В місті існує подвійна нумерація будинків: за вулицями і за мікрорайонами. На вулиці Пушкіна є унікальний будинок, у якому існує навіть подвійна нумерація квартир.
- Мікрорайони з номерами з 1 по 6 також є кварталами і мають окремі номери. Наприклад, Квартал № 41 — Мікрорайон № 6. Дані адреси рівноправні і не впливають на номер будинку.
- В районі залізничного вокзалу існують квартали із зарезервованими номерами № 100, 101, 102, з розривом в нумерації від 42 кварталу — останнього.
- Місту пропонувались різні варіанти назв: П'ятиморськ, Електроград, Гідроград.
- У Волзькому існує декілька вулиць з однією назвою. Наприклад, дві вулиці Октябрські (одна з них — в селищі Робочий). Також дві вулиці — тезки міста: вул. Волзька в смт Краснооктябрський і вул. Волзька в Робочому селищі.
- У Волзькому вул. Карбишева в межах селища Робочого називається вул. Волзька.
- У Волзькому працює муніципальна установа фізичної культури і спорту «Волжанин». Основна мета — розвиток масового спорту, пропаганда здорового образу життя. Подібних установ в Росії всього п'ять.
- Найдовша вулиця в місті — проспект Леніна.[17]
- Існує легенда, згідно з якою місто хотіли назвати Містом Сонця, у честь утопічного твору Томазо Кампанелли. Для міста був навіть спеціально створений пам'ятник письменника, але пізніше рішення було змінене.
- Волзькому присвячені декілька літературних творів: п'єси І. А. Агапової «Срібний котел дурі».[18], «Осокорь и черный янтарь»[19]
- У Волзькому є 7 кільцевих перехресть:
  - пл. Будівельників,
  - пл. Свердлова,
  - перехрестя вулиць Свердлова, Карбишева, Пушкіна,
  - пл. Леніна,
  - пл. Карбишева,
  - пл. Праці,
  - перехрестя вулиць Енгельса, Хіміків, Пушкіна

## Відомі люди
- Андрій Голубєв — казахстанський тенісист.
- Сергій Єфімов — радянський і російський рок-музикант, ударник гурту «Круиз».
- Сергій Жарковський — російський письменник-фантаст.
- Юлія Ковальчук — російська співачка, колишня солістка російського жіночого поп-гурту «Блестящие».
- Людмила Соколова — популярна російська співачка, видатна виконавиця джазу, блюзу, та багатьох інших музичних напрямків.
- Олена Кокарєва — російська гімнастка.
- Олександр Костріцин (joiso) — професійний гравець в покер, переможець відкритого Чемпіонату Австралії Aussie Millions 2008.[20][21][22]
- Євген Садовий — триразовий олімпійський чемпіон з плавання.
- Сергій Саричев — радянський і російський рок-музикант. Клавішник, вокаліст і композитор.
- Денис Сорокін — офіцер ПДВ РФ, учасник російсько-української війни. Герой Російської Федерації.